# Raúl Abramzon
Raúl Osvaldo Abramzon (Buenos Aires, Argentina; 30 de marzo de 1948), más conocido como Raúl Abramzon, es un cantautor argentino popular en la década de 1970.

## Infancia y adolescencia
Raúl Abramzon nació en la localidad de Almagro, un suburbio de la capital argentina, el 30 de marzo de 1948. A los pocos años de vida sus padres se trasladaron a la ciudad de São Paulo, Brasil por cuestiones laborales, donde vivió por unos siete años aproximadamente. Vivió su infancia en un barrio llamado Pacaembu dentro del seno de una familia acaudalada sin problemas económicos. Estudió la educación primaria en el Colegio Osvaldo Cruz y en el Externato Nuno de Andrade. Desde temprana edad mostraba interés por la música y soñaba con ser un cantante famoso, por lo que comienza a estudiar piano, acordeón y luego guitarra con su primera profesora de nombre Vanda. En 1959 se muda otra vez a Argentina sin hablar español y estudia su secundaria en el colegio Buenos Aires English High School, trasladándose posteriormente a la secundaria Hipólito Vieytes, y terminándola en el Manuel Belgrano. Concluyó sus estudios preuniversitarios en la escuela Nacional Sarmiento recibiéndose como bachiller. Durante esos años de secundaria forma numerosos grupos de rock y de folklore donde comienza a cantar y tocar la guitarra influenciado por los populares grupos de esa época, The Beatles, The Rolling Stones y The Who.

## Estudios universitarios
Estudió la carrera de derecho en la Universidad del Museo Social Argentino, pero abandonó la abogacía tras cinco años de estudio, a seis materias de recibirse. Después de algunos años, se recibió en Comercio Exterior en la Universidad de Belgrano.[cita requerida]

## Carrera artística
Con Félix Pando grabó Soy un bacán y 25 de mayo de 1810 con el sello RCA Víctor, temas que no tuvieron mucha repercusión.  Luego de cumplir el  servicio militar obligatorio y durante la época universitaria, realiza presentaciones en bares y centros nocturnos de Buenos Aires. En una de esas presentaciones, en el año de 1970, luego de cantar en una discoteca Bossanova, un productor de CBS Columbia, Miguel Ángel Tellechea, se le acerca y lo cita a una entrevista en los estudios de la compañía en Buenos Aires en la cual lo invita a formar parte de un grupo que se había disuelto conocido como "Industria Nacional" pero que la compañía discográfica quería relanzar. Abramzon accede y con ese grupo graba Esa chica que me sabe amar, Vamos, dale, Guatemala, que chica tan mala, Oh, oh, July, Aquel cariño que teníamos tú y yo, Chau, chau, adiós, El milagro de tus ojos, Hay una especie de silencio, Noche de ronda, Solo tú, Noche a noche día a día, Por ti una vez más y La tarde que te amé. El grupo estaba integrado por Eduardo García Caffi en batería y voz, Fernando Brom en teclados y voz, Rafael Iglesias en bajo y voz y Raúl Abramzon en guitarra y voz principal siendo además coautor de la mayoría de las canciones junto con el productor Jorge Carlos Portunato y Rafael Iglesias. Es en ese momento que obtiene éxito y asciende a la fama llegando a vender cientos de miles de discos y realizando múltiples giras por Argentina, Uruguay, Paraguay y Venezuela. En 1974 abandona el grupo y decide continuar su carrera musical como solista. Graba entre otras canciones de su autoría: «Chau, chau, adiós», «Una vieja canción de amor», «Querer por querer, amar por amar», «Un sueño y una nostalgia», «Nuestra plaza», «Enamorada mía» y «Lejos del destino del mundo». Como solista gana, por sus ventas, múltiples discos de plata y oro y varios premios internacionales como El Ángel de Oro de México de la editorial Mundo Musical  y Plaqueta de Oro por sus ventas en Estados Unidos por la compañía Caytronics Corporation, el cual se le fue entregado en su actuación en el Madison Square Garden de la ciudad de Nueva York por su presidente Joe Caire y Rinel Sousa vicepresidente de Cayre Industry.

## Productor y otros trabajos
En la década de 1990 comienza a producir algunos shows y eventos en vivo de Disney para Argentina. Posteriormente, Raúl emigra a Orlando, Estados Unidos, donde vivió por cinco años para luego trasladarse a Miami. En ese tiempo se convierte en productor artístico y técnico de la Walt Disney Company como freelance y se dedica a producir eventos para distintas corporaciones internacionales como The Walt Disney Company Latin America, Ericsson, Amoco, Daw Química, Corporación de Supermercados de Centroamérica, Carrefour, Liverpool de México, Casas Bahía de Brasil y otros tantos. Con The Walt Disney Company participó, entre otros tantos shows, en el Latino America de  Magical Moments, Un Sueño es Un Deseo, 100 Años de Magia, El Rey León, Tarzán y múltiples desfiles. En 2008 produce en las ciudades Indias de Bombay y Nueva Dheli El show de Mickey Mouse. Fue galardonado con el Mickey Mouse Award por su colaboración en el desfile de la Ciudad de México auspiciado por Liverpool que se realizó en la Avenida Insurgentes Sur en 2001. Produjo en 22 años más de 130 eventos artísticos y corporativos. Además participó en producciones de Peter Frampton, ELO,  José Feliciano, Globetrotter, Demis Roussos, Litto Nebbia y muchos otros artistas. Para José Feliciano compuso Volveré alguna vez, La balada del pianista, No me mires así, Americano, Quiero estar a tu lado y No me hables más de amor. También compuso para los cantantes ingleses Shirley Bassey y Matt Monro, la cantante italiana Gigliola Cinquetti, la cantante argentina Ginamaría Hidalgo y muchos artistas internacionales más. En 2013 provoca un lleno total en el hotel San José Palacio en una cena show que produjo Andrés Quintana, marcando su regreso a los escenarios. En 2014, repite esa misma hazaña en Costa Rica en el Teatro Melico Salazar y en 2018 en el Jazz Café de Escazú de la ciudad de San José. En la actualidad, además de ser productor en su estudio y de cantar como solista, se presenta en el espectáculo DUET con la estrella argentina Manuela Bravo.

## Discografía

#### Con el grupoLa Joven Guardia
- Soy un bacán
- 25 de Mayo de 1810

#### Con la agrupación musical Industria Nacional
- Esa chica que me sabe amar
- Vamos, dale
- Guatemala, que chica tan mala
- Oh, oh, July
- Aquel cariño que teníamos tú y yo
- Chau, chau, adiós
- El milagro de tus ojos
- Hay una especie de silencio
- Noche de ronda
- Solo tú
- Noche a noche, día a día
- Por ti una vez más
- La tarde que te amé
- Quisiera tener tu amor

#### Como solista
- Chau, chau, adiós (1974)
- Una vieja canción de amor (1974)
- Querer por querer, amar por amar (1974)
- Un sueño y una nostalgia
- Nuestra plaza (1974)
- Enamorada mía
- Lejos del destino del mundo
- Solamente una vez
- Balada del abuelo
- Con mi canto atraparé tu amanecer
- María de la esquina
- Vamos calle abajo
- Con la gente no se puede hablar de amor
- Otro día sin tu amor
- Mi pequeña golondrina
- Afuera está lloviendo
- La cuna de mis ilusiones
- La cabaña que soñamos
- Con su sonrisa al viento
- Por siglos y siglos
- Necesito llorar
- Dímelo y sálvame
- Noche a noche, día a día
- Somos dos por la gracia de Dios

#### Para otros artistas
- Volveré alguna vez
- La balada del pianista
- No me mires así
- Americano
- Quiero estar a tu lado
- No me hables más de amor

#### LP y álbumes
- 20 secretos de amor
- Raúl Abramzon - Canciones

## Vida personal
La primera esposa de Raúl Abramzon fue Virginia Goldemberg con quien contrajo nupcias el 8 de agosto de 1973. Tiene cuatro hijos de esa relación: Ezequiel Abramzon, Patricio Abramzon, Florencia  Abramzon y Luciana Abramzon. El 8 de agosto de 1988 se divorcia y se casa por segunda vez con la profesora de canto estadounidense Debora Lebendiker el 19 de mayo de 1990. Su relación duró hasta enero de 2014, fecha en la que se 
divorciaron sin tener hijos. En 2016 regresa a Argentina, donde sigue residiendo hasta la fecha, pasando la mayor parte de su tiempo libre en compañía de sus nietas Delfina, Alma, Emilia y Sury y sus nietos Tadeo, Rafael y Mateo, a quienes considera el mayor logro de su vida.